# ESwatini ai Giochi della XXXII Olimpiade
L'ESwatini, precedentemente noto come Swaziland, ha partecipato ai Giochi della XXXII Olimpiade, che si sono svolti a Tokyo, Giappone, dal 23 luglio all'8 agosto 2021 (inizialmente previsti dal 24 luglio al 9 agosto 2020 ma posticipati per la pandemia di COVID-19) con quattro atleti, tre uomini e una donna.
Si è trattato dell'undicesima partecipazione di questo paese ai Giochi estivi, la prima con il nuovo nome.

## Delegazione
| Sport            | Uomini | Donne | Totale |
| ---------------- | ------ | ----- | ------ |
| Atletica leggera | 1      | 0     | 1      |
| Nuoto            | 1      | 1     | 2      |
| Pugilato         | 1      | 0     | 1      |
| Totale           | 3      | 1     | 4      |

## Atletica leggera
| Q | Qualificato al turno successivo per la posizione in qualificazione                                                           |
| q | Qualificato per il turno successivo per ripescaggio o, negli eventi su campo, conquistando la misura minima per qualificarsi |

Maschile
Eventi su pista e strada
| Atleta             | Evento      | Batteria  | Batteria  | Semifinale | Semifinale | Finale          | Finale          |
| Atleta             | Evento      | Risultato | Posizione | Risultato  | Posizione  | Risultato       | Posizione       |
| ------------------ | ----------- | --------- | --------- | ---------- | ---------- | --------------- | --------------- |
| Sibusiso Matsenjwa | 200 m piani | 20"34     | 2° Q      | 20"22      | 5°         | non qualificato | non qualificato |

## Nuoto
| Atleta          | Gara                        | Batterie | Batterie | Semifinali      | Semifinali      | Finale          | Finale          |
| Atleta          | Gara                        | Tempo    | Pos.     | Tempo           | Pos.            | Tempo           | Pos.            |
| --------------- | --------------------------- | -------- | -------- | --------------- | --------------- | --------------- | --------------- |
| Simanga Dlamini | 50 m stile libero maschili  | 26"94    | 63°      | non qualificato | non qualificato | non qualificato | non qualificato |
| Robyn Young     | 50 m stile libero femminili | 30"41    | 70ª      | non qualificata | non qualificata | non qualificata | non qualificata |

## Pugilato
| Atleta          | Evento               | Sedicesimi              | Ottavi di finale     | Quarti di finale     | Semifinali           | Finale               | Pos.            |
| Atleta          | Evento               | Avversario Risultato    | Avversario Risultato | Avversario Risultato | Avversario Risultato | Avversario Risultato | Pos.            |
| --------------- | -------------------- | ----------------------- | -------------------- | -------------------- | -------------------- | -------------------- | --------------- |
| Thabiso Dlamini | Pesi welter (-69 kg) | A. Mengue (CMR) P (RSC) | non qualificato      | non qualificato      | non qualificato      | non qualificato      | non qualificato |